# دير غراتشانيكا
دير غراتشانيكا ((بالصربية: Манастир Грачаница)‏، (بالألبانية: Manastiri i Graçanicës)‏) دير صربي أرثوذكسي يقع في بلدة غراتشانيكا في كوسوفو. بنى الملك الصربي ستيفان ميلوتين الدير في عام 1321 على أنقاض كاتدرائية تعُود إلى القرن السادس الميلادي.

## معرض صور

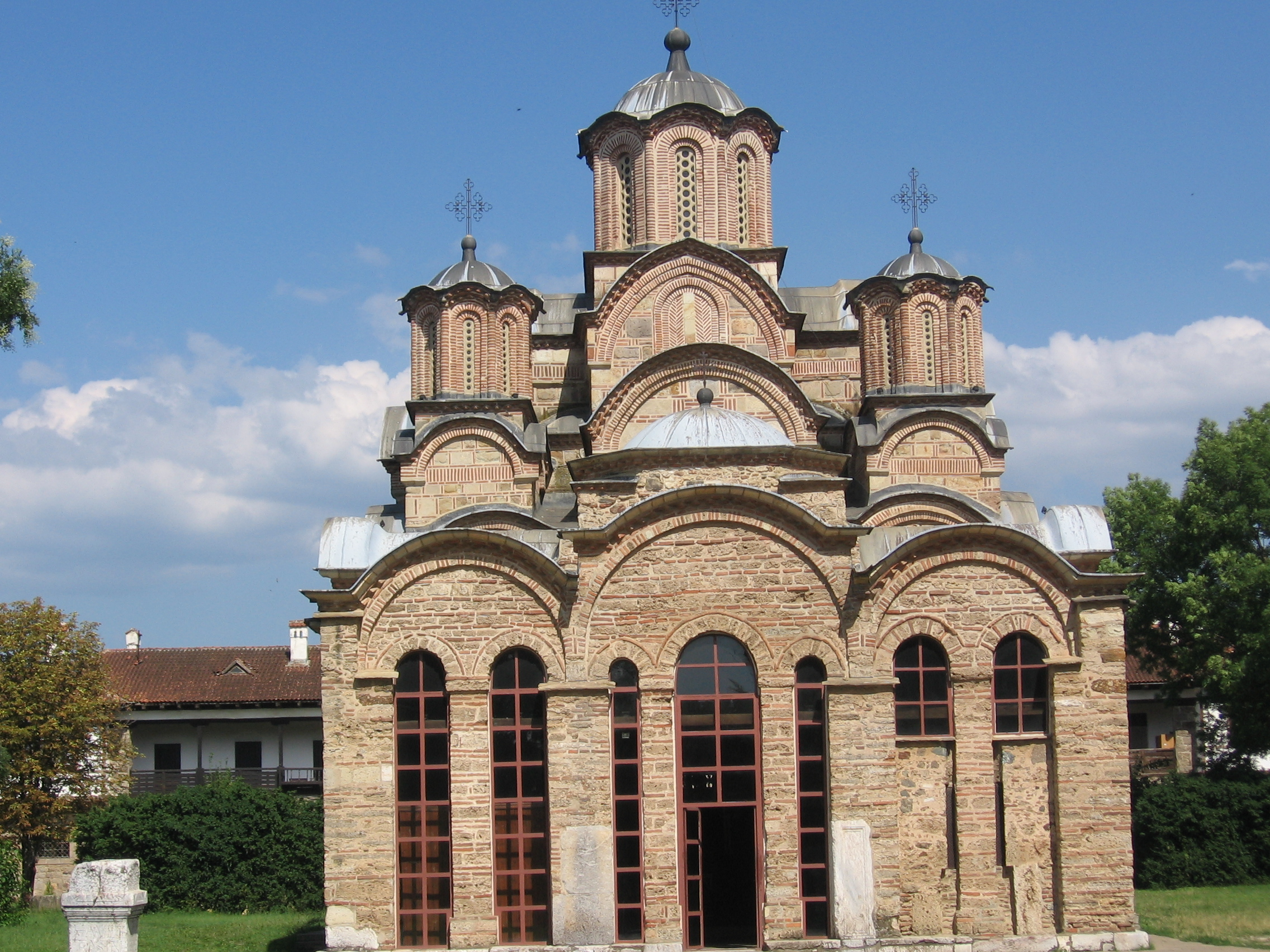
بانوراما
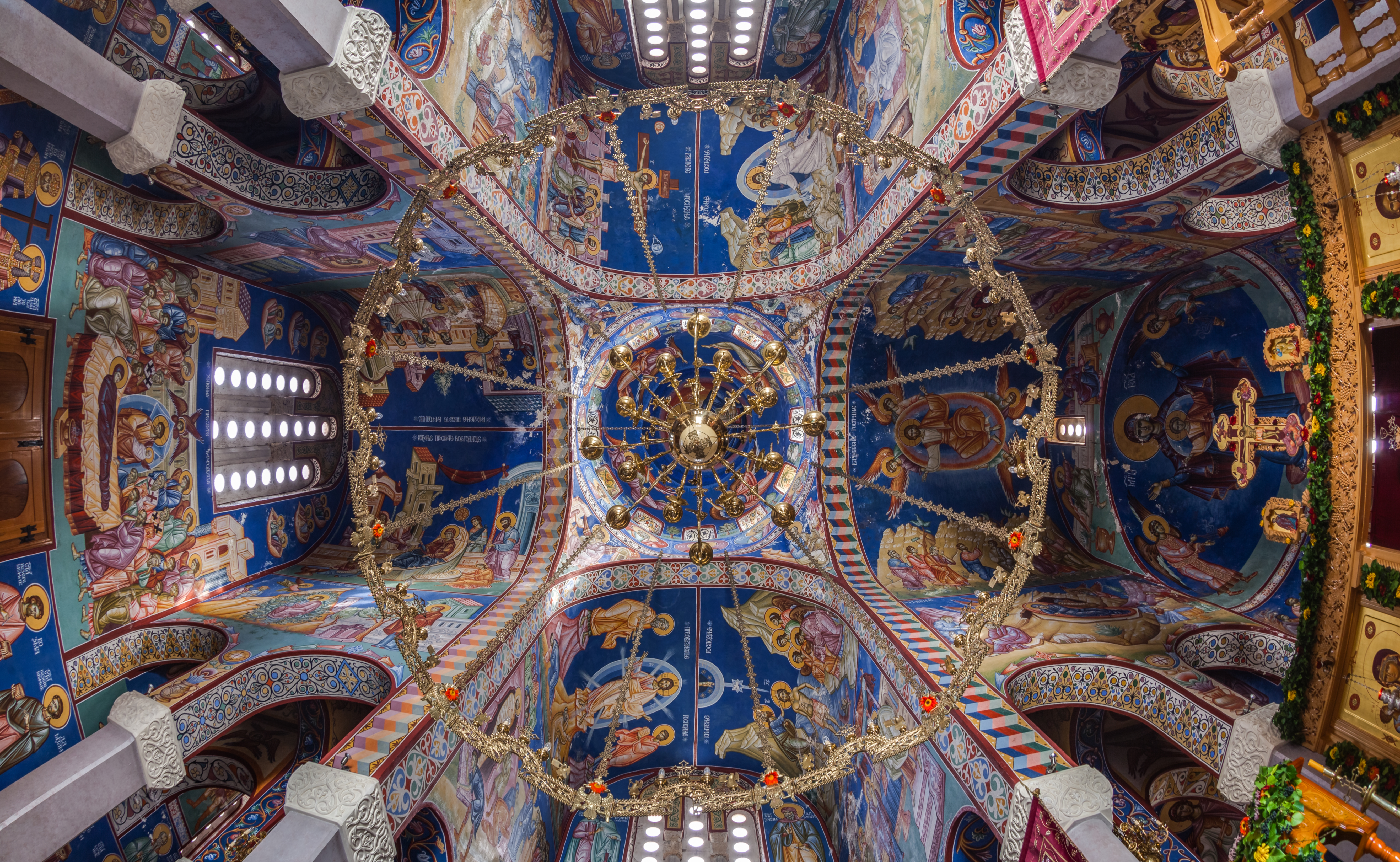
الدير من الداخل
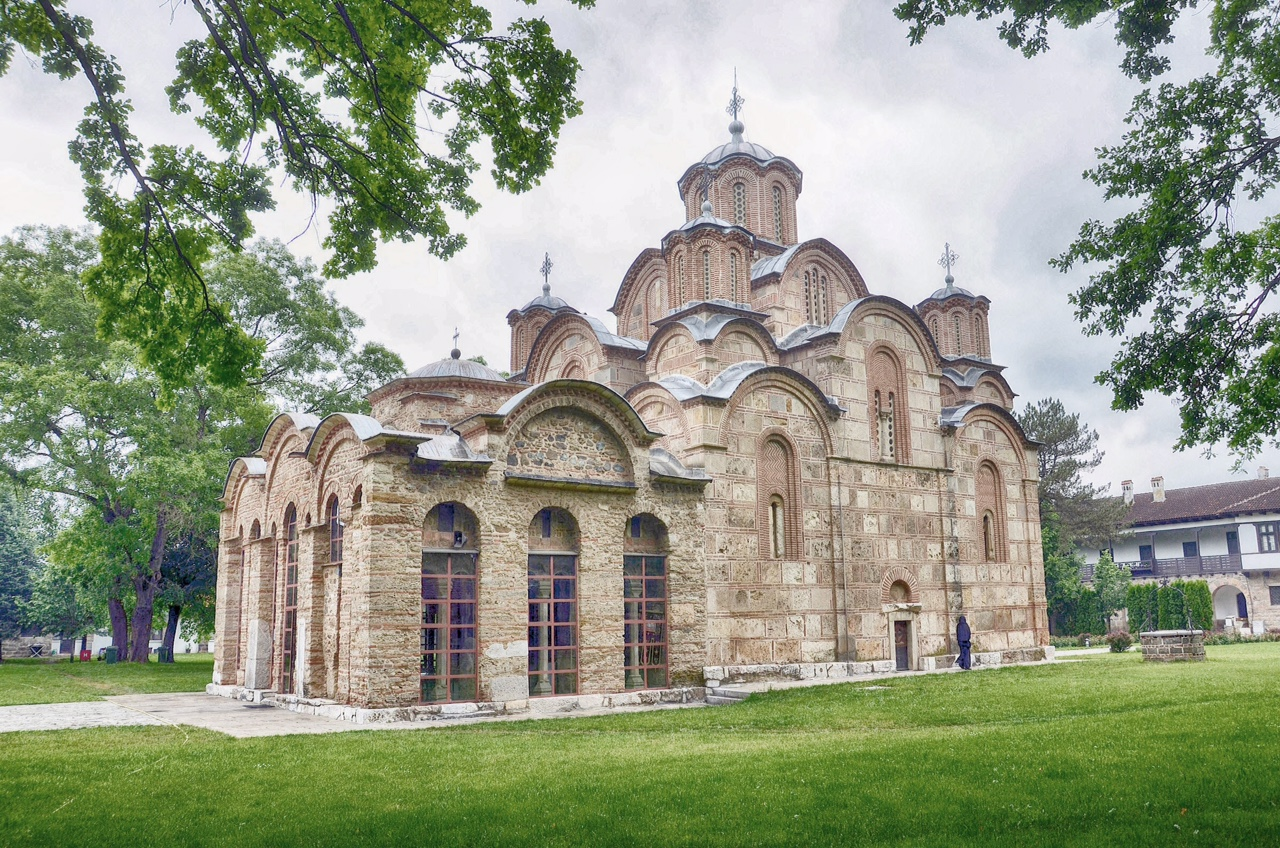
ديرغراتشانيكا، كوسوفو
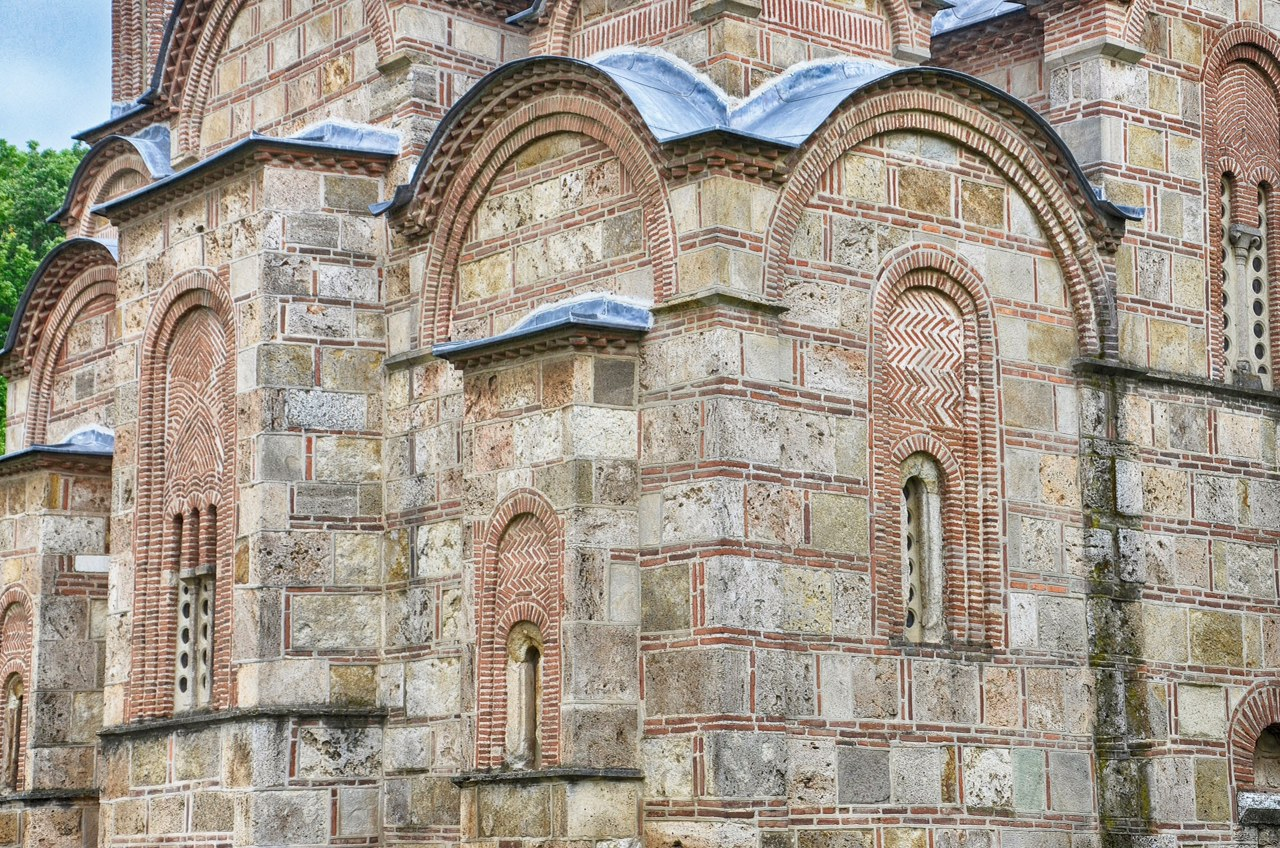
لقطة مقربة
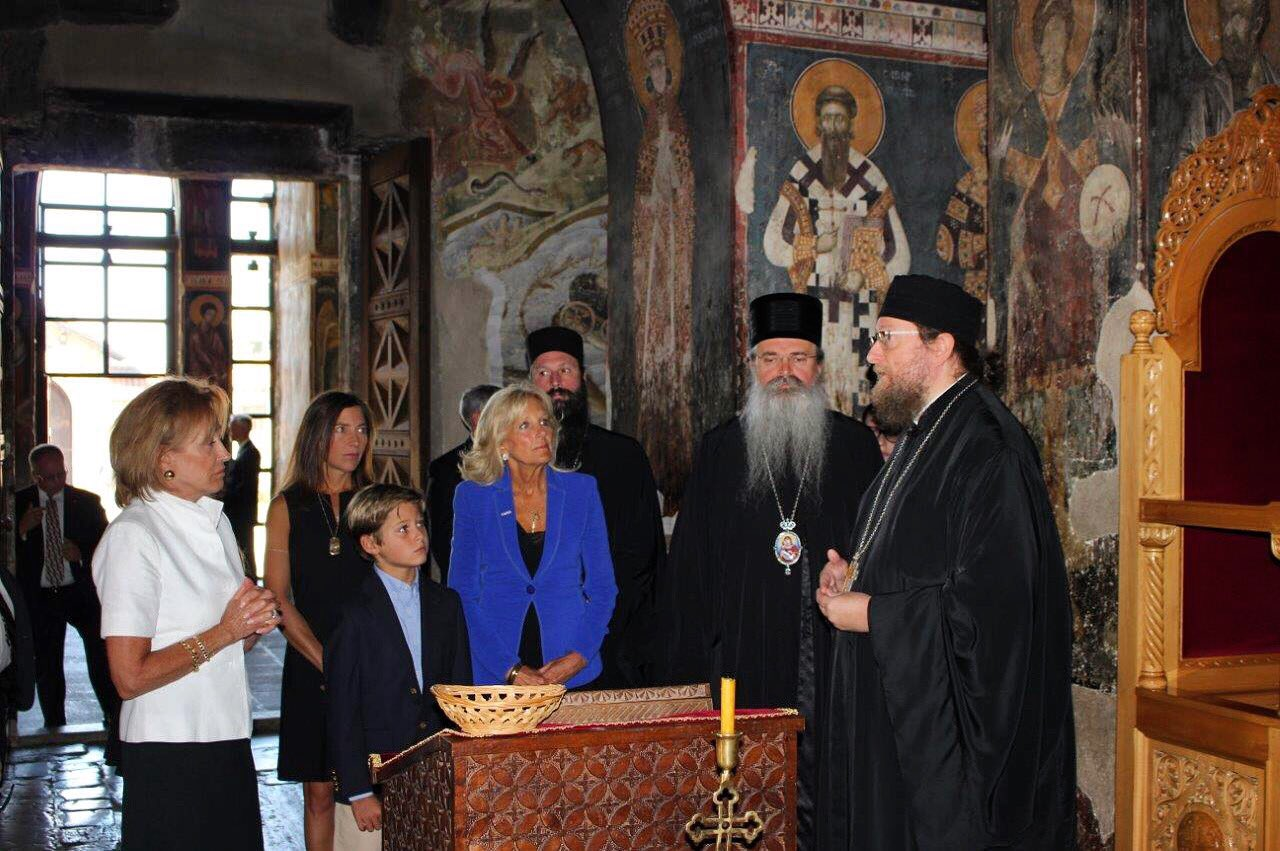
جيل بايدن وفاليري بايدن أوينز يزوران غراتشانيكا